# 피낭시에
피낭시에(프랑스어: financier)는 프랑스의 조그만 아몬드 케이크 빵이다. 작은 틀에 구워 버터로 맛을 내는 것이 특징이며, 밝은 달걀껍질 모양에 바삭하면서도 촉촉한 식감을 자랑한다.
예로부터 계란 흰자, 박력분, 갈색버터, 파우더슈거 등으로 만들어 왔으며, 조그만 디저트를 의미하는 '프티 푸르' (petit four)에 맞추어 정사각형 틀에 굽는 것이 보통이다. 피낭시에 자체가 몹시 가볍고 부드러운 시폰 느낌의 후식이기 때문에 이스트는 들어가지 않는다. 간혹 트리몰린을 첨가하기도 한다.
모양과 크기가 작아 식사보다는 후식용으로 자주 즐기는 빵이며, 피낭시에를 나눠주며 금전운을 빌기도 한다. 직사각형 외에도 다른 모양으로 제작하는 경우도 있다.

## 역사
프랑스 로렌 지방에서 유래한 요리로, 17세기 방문 수녀회들의 수녀들이 처음 개발하여 19세기에 인기를 얻었다고 전해진다. 방문수녀회를 프랑스어로 비스탕딘 (Vistandines)이라 부르는데 이 때문에 피낭시에를 '비스탕딘'이라 부르기도 한다.
'피낭시에' (financier)라는 말 자체는 프랑스어로 금융을 뜻하는데, 이는 금괴를 만드는 직사각형 금형틀에서 유래한 말이다. 전해지는 바에 따르면 스위스의 제빵사가 가장 고귀한 것으로 취급되는 금괴 모양으로 만들기 시작하면서 이러한 이름이 붙었다고 한다. 이 때문에 파리의 금융지구, 특히 파리 증권거래소 인근에서는 새해마다 딜러들끼리 선물을 나누어주는 과정에서, 이름 자체도 이름이지만 보관하기에도 좋고 잘 부숴지지도 않는 점을 생각해 인기를 끌었다는 이야기가 전해진다.